# Porcellio pelseneeri
Porcellio pelseneeri är en kräftdjursart som beskrevs av Arcangeli1936. Porcellio pelseneeri ingår i släktet Porcellio och familjen Porcellionidae. Inga underarter finns listade i Catalogue of Life.